# Itapejara d'Oeste
Itapejara d'Oeste là một đô thị thuộc bang Paraná, Brasil. Đô thị này có diện tích 254,077 km², dân số năm 2007 là 11083 người, mật độ 36,4 người/km².